# Округ Џаспер (Мисисипи)
Округ Џаспер (енгл. Jasper County) је округ у америчкој савезној држави Мисисипи.

## Демографија
По попису из 2010. године број становника је 17.062, што је 1.087 (-6,0%) становника мање него 2000. године.
| Група             | 2000.         | 2010.         |
| Белци             | 8.378 (46,2%) | 7.855 (46,0%) |
| Афроамериканци    | 9.597 (52,9%) | 8.970 (52,6%) |
| Азијати           | 12 (0,1%)     | 16 (0,1%)     |
| Хиспаноамериканци | 117 (0,6%)    | 136 (0,8%)    |
| Укупно            | 18.149        | 17.062        |